# Ermita de la Mare de Déu de l'Ermitana de Peníscola
L'Ermita de la Mare de Déu de l'Ermitana de Peníscola està situada a dalt del penyal de Peníscola, adossada al castell.

## Història
Sancho de Echevarría, governador militar de Peníscola, per la fidelitat a la causa borbònica de la població en la guerra de Successió, construeix l'ermita, i substitueix la petita capella situada en el mateix lloc. Es construeix entre 1708 i 1714 adossada al castell, en el qual s'integra, amb característiques clarament defensives. L'actual edifici, està decorat amb ceràmiques de l'Alcora.

## Arquitectura

### Estructura

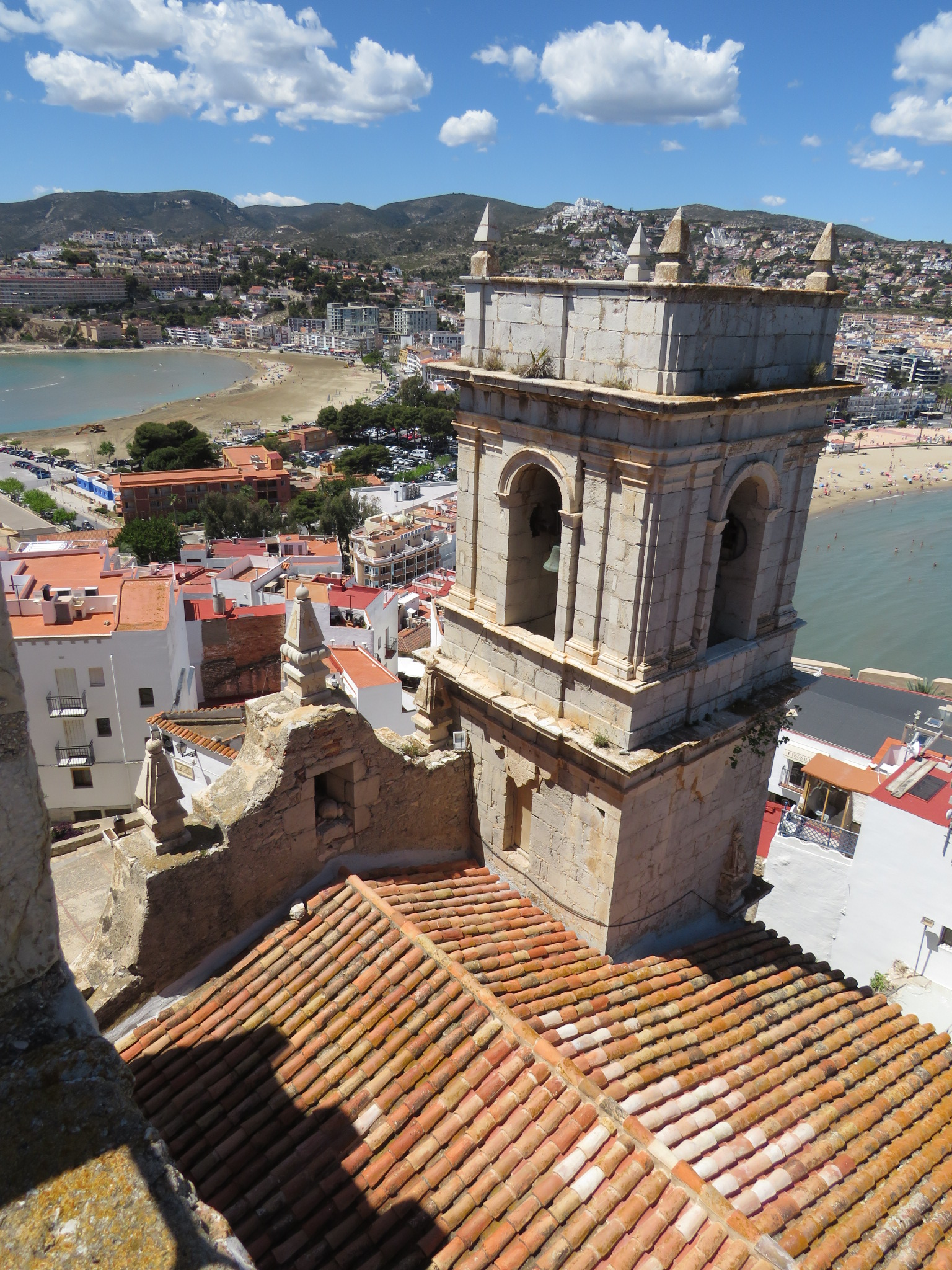
La teulada i el campanar, des del castell

La planta del temple és de creu llatina amb una nau amb dues capelles a cada costat. El creuer té cúpula i als peus hi ha un cor alt. La nau, els transsepte i el presbiteri es cobreixen amb volta de canó, la nau amb llunetes, mentre les capelles estan cobertes amb volta bufada. La capçalera és plana amb un templet realitzat amb pedra de Tortosa.

### Façana
La façana està rematada per una cornisa mixtilínia amb pinacles, molt semblant a la cornisa de l'església de Sant Bartomeu de la Jana, emmarcant l'escut de Felip V. Al centre, una portada d'arc de llinda amb carreus encoixinats decorats amb motius militars (canons, tambors de guerra, entra altres), fet poc usual en una església, però que a aquesta té la seua justificació degut al seu origen. Aquest encoixinat és una rèplica del que hi ha al Portal Fosc, a la murada renaixentista.
Integrada en el costat de l'Evangeli de la façana, s'eleva la torre campanar, de planta quadrada i de dos cossos, decorada en el frontis per l'escut de Sancho de Echevarría i una inscripció on s'indica que fou ell qui va manar construir l'ermita. El cos de les campanes presenta obertura de mig punt amb imposta i arc motllurat, en cada cara, protegida per dues parelles de pilastres dòriques. La torre, un segle més avant, serà imitada pel campanar de l'església de Santa Maria de Peníscola.

## Festivitat i tradicions

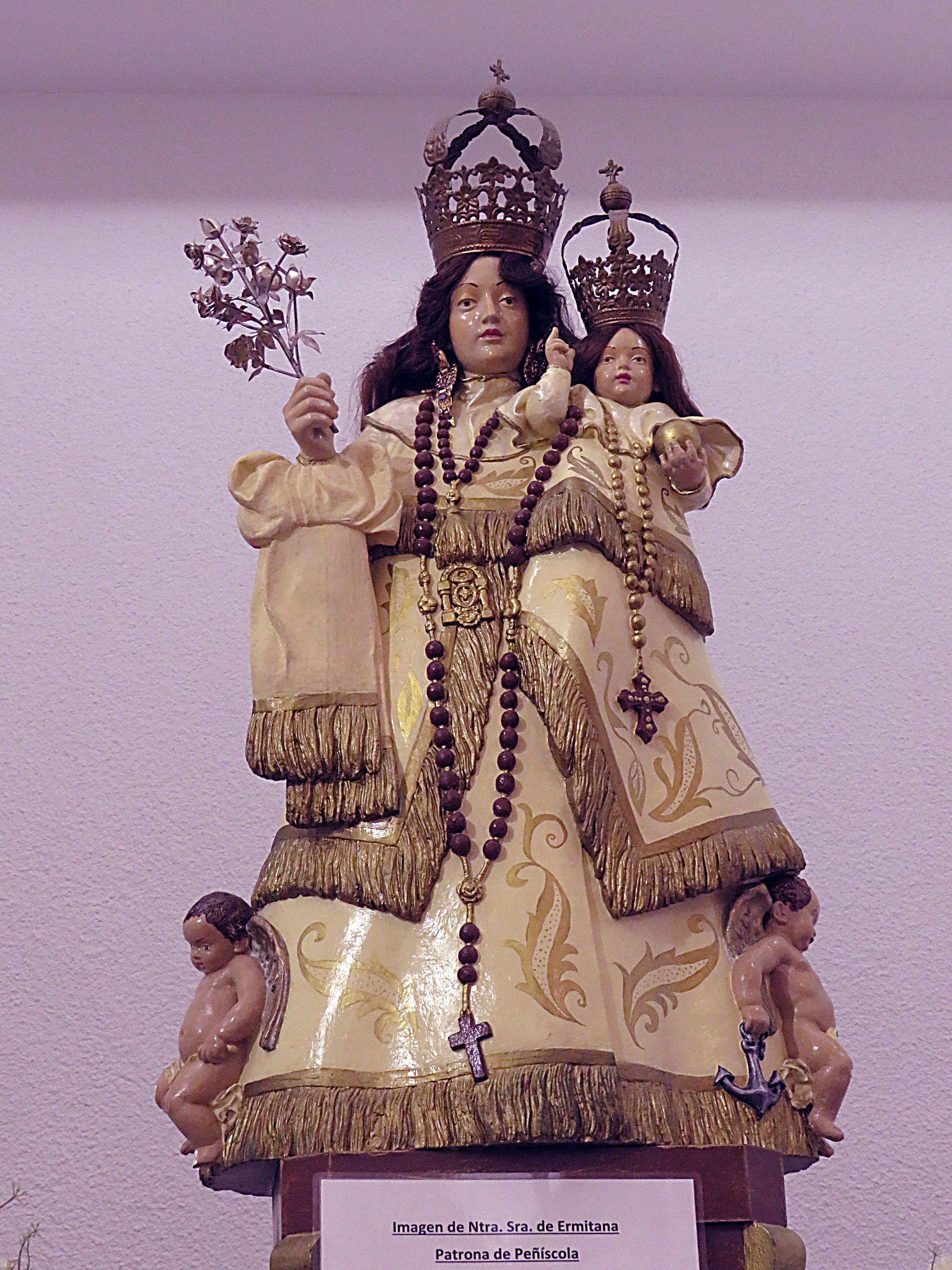
La Mare de Déu de l'Ermitana, patrona de Peníscola

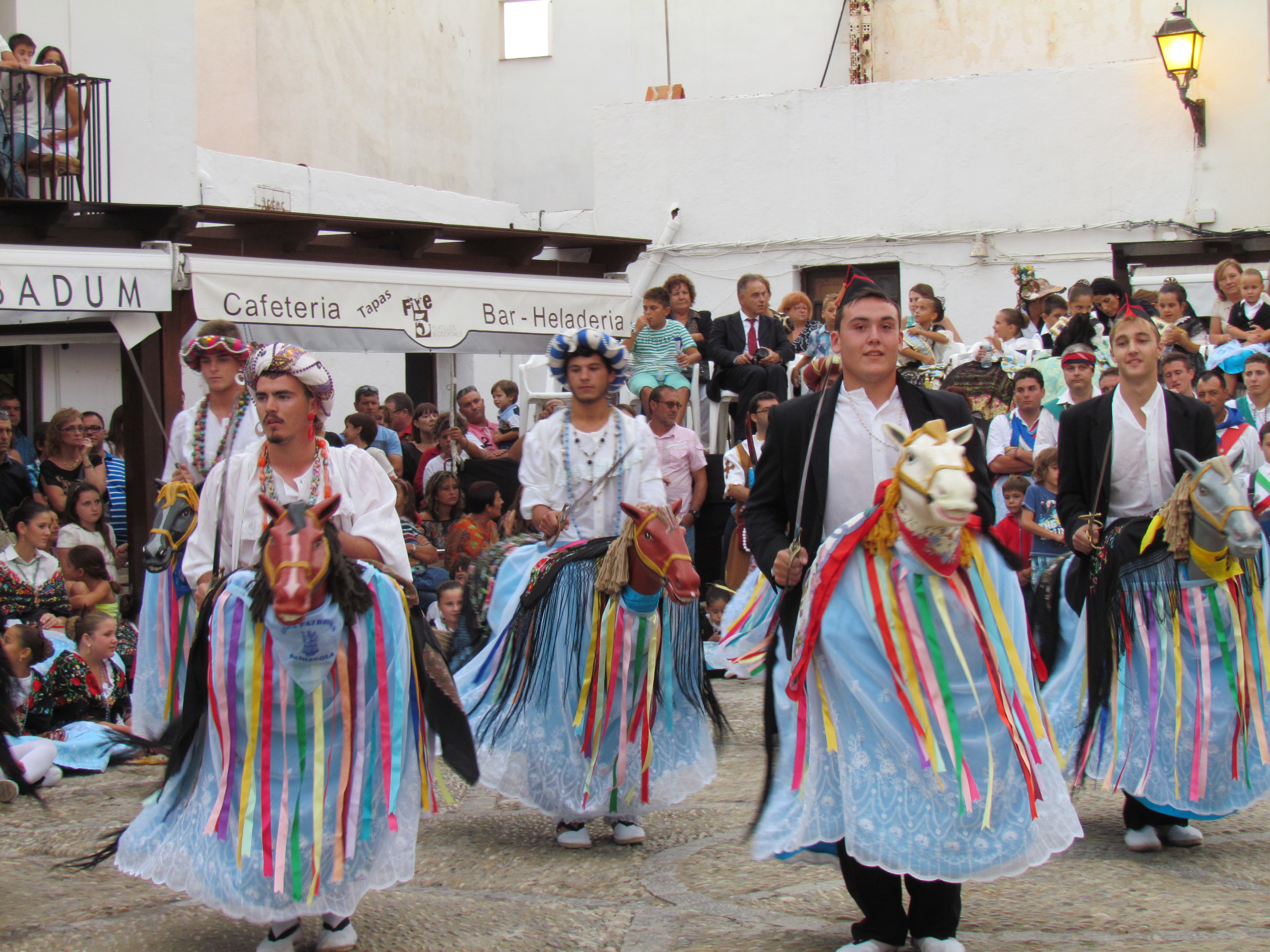
Ball dels cavallets

Les festes patronals de Peníscola se celebren en honor de la Mare de Déu de l'Ermitana; i són els principals dies festius, el dia 8 de setembre, dia de la Nativitat de la Verge, i el 9 de setembre, dia de la Verge de l'Ermitana.
Les festes religioses estan centrades en el novenari en honor de l'Ermitana, que comença el primer dia de setembre, i on els dos últims dies, el 8 i el 9 de setembre, completen la festa amb una processó acompanyada pels dansants i les llauradores, els cavallets, les peregrines i els moros i cristians. A l'acabar la processó, a la plaça de les Armes se celebren diversos balls, es munta una torre humana de 3 pisos i els dansants formen 4 pilars humans de dos pisos que pugen a l'ermita, i acaba amb una dansa guerrera entre moros i cristians.
Segons la llegenda, la imatge la portà l'apòstol Sant Jaume a la península, i que amb l'arribada dels musulmans fou amagada en una cova, i quan la conquesta cristiana es va recuperar.

## Galeria d'imatges

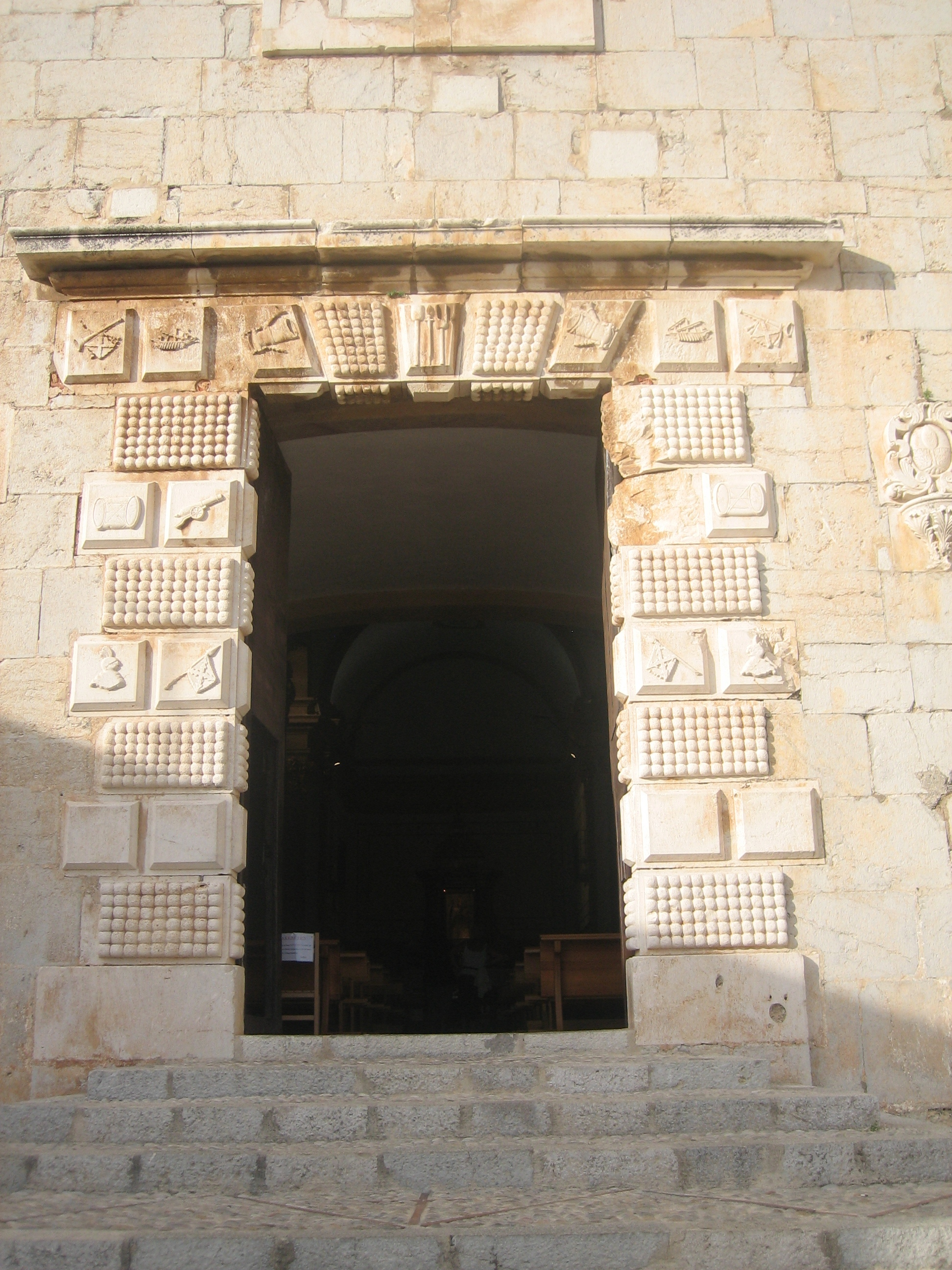
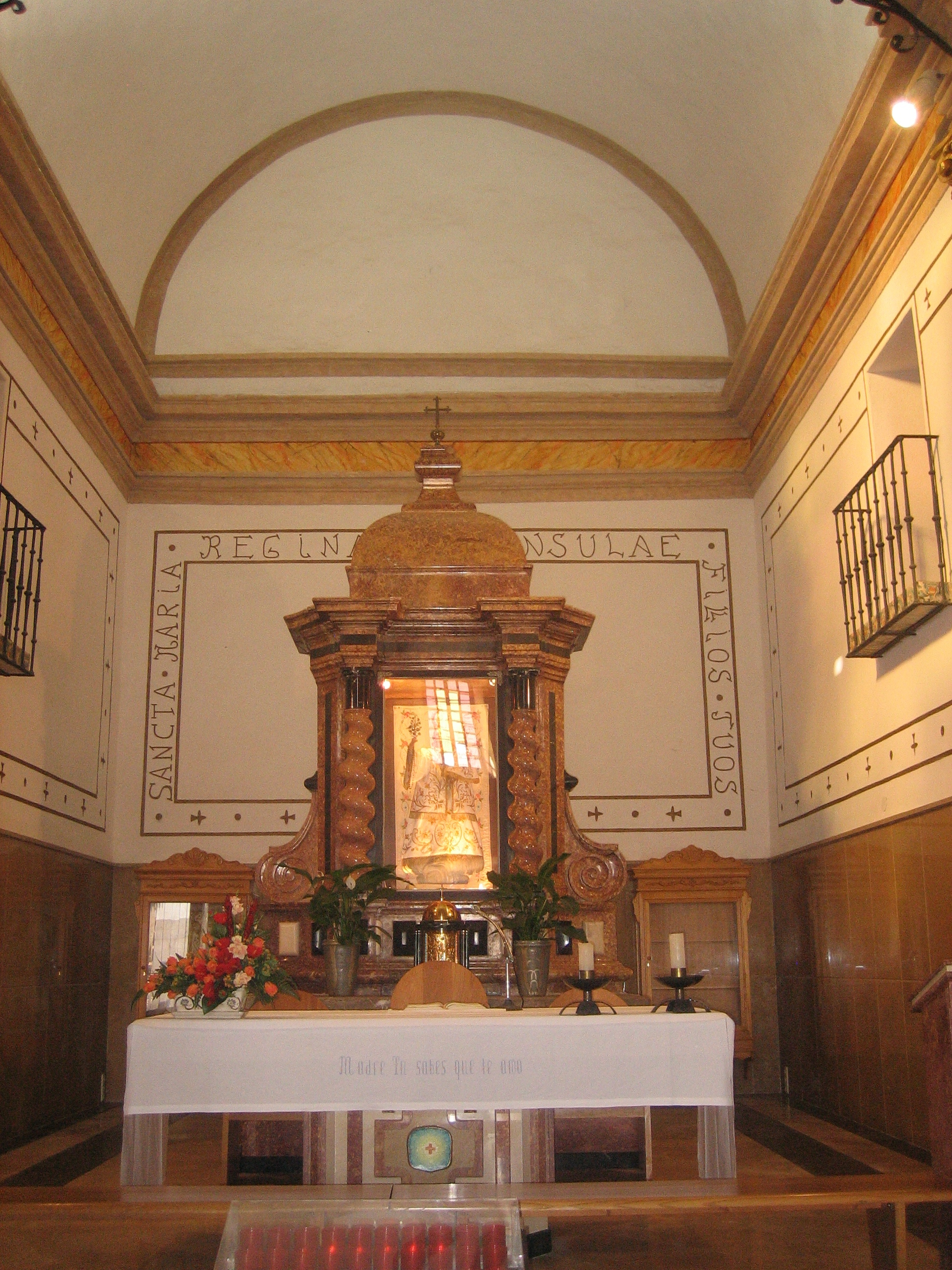
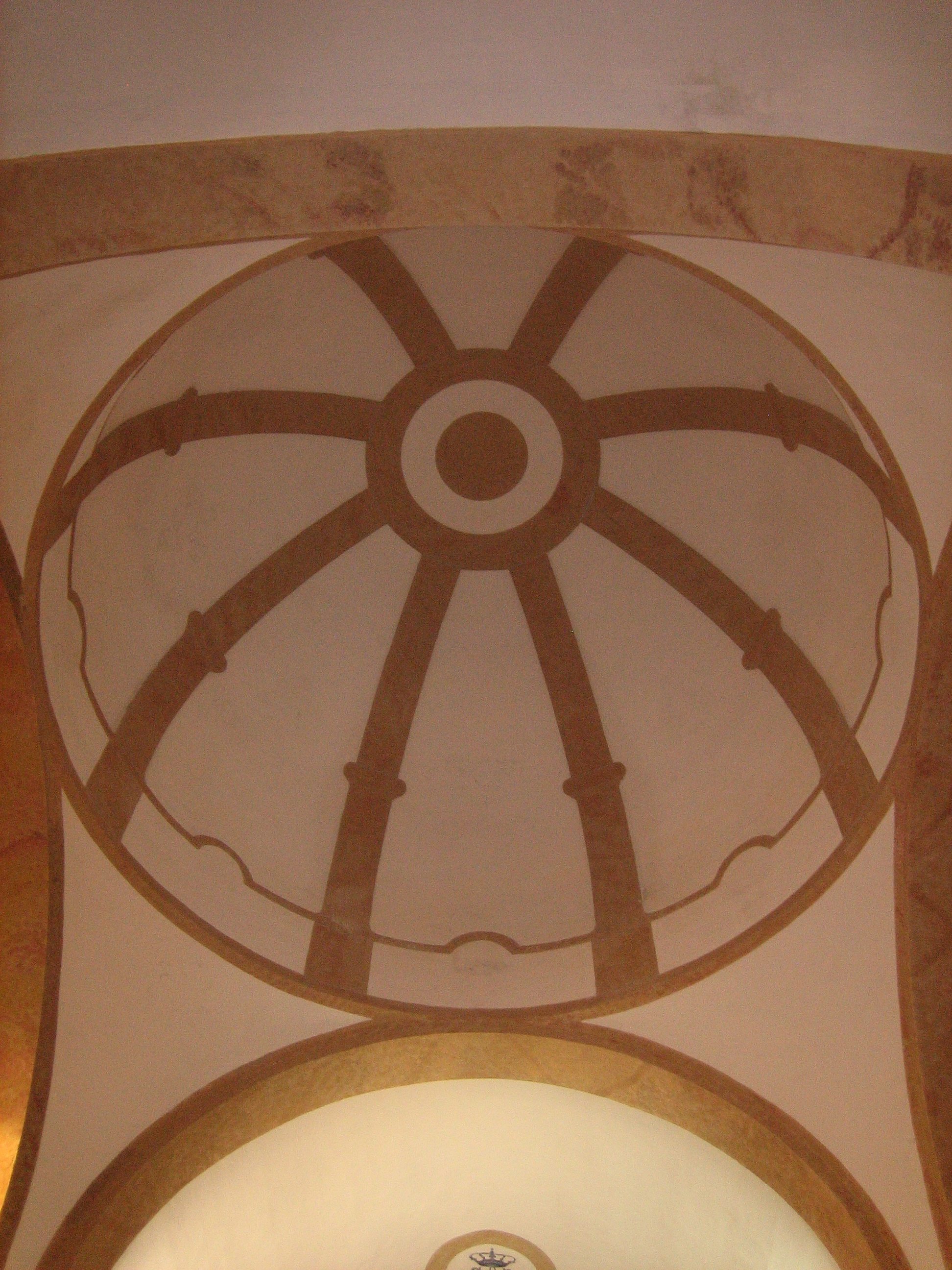
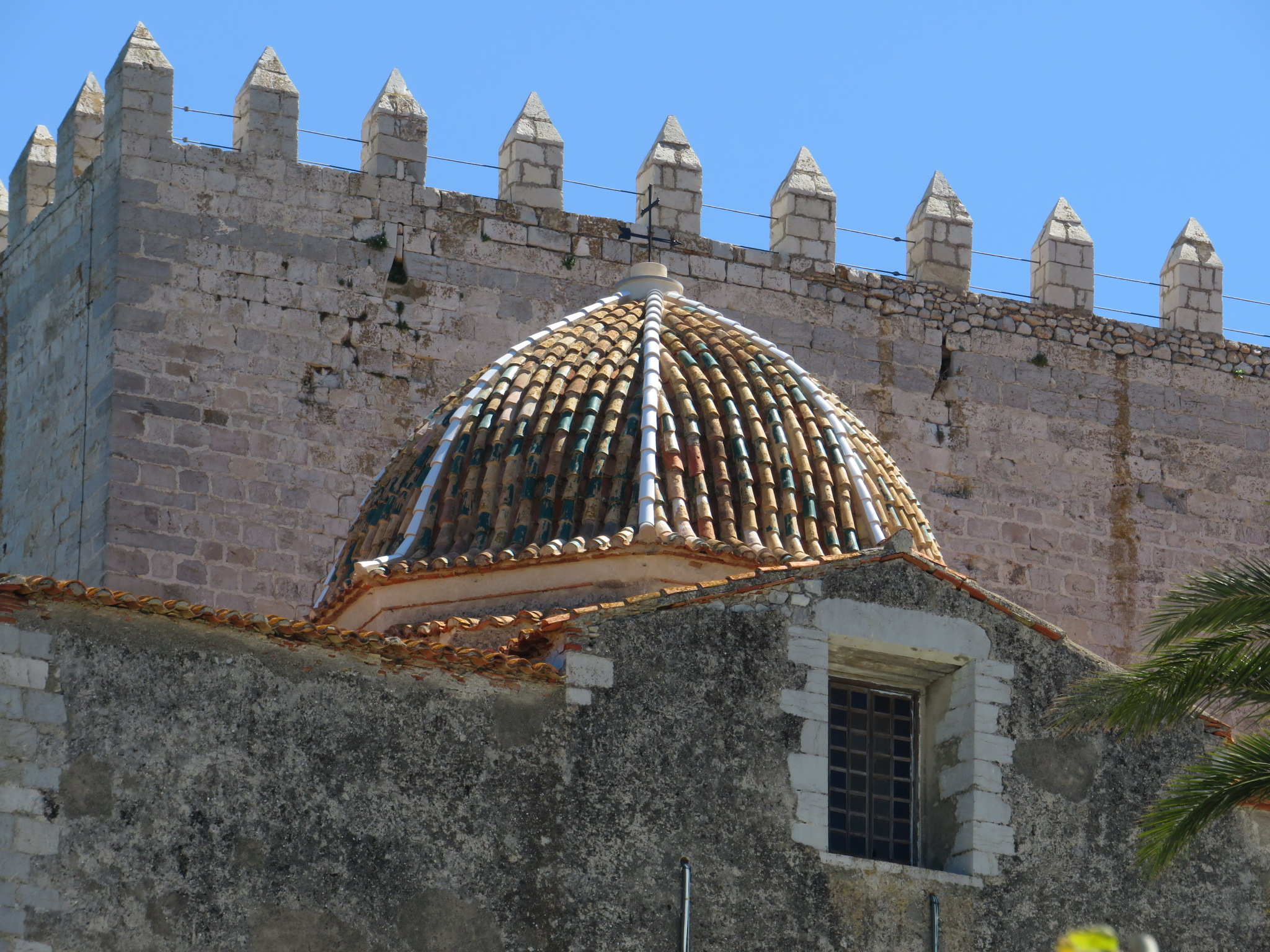
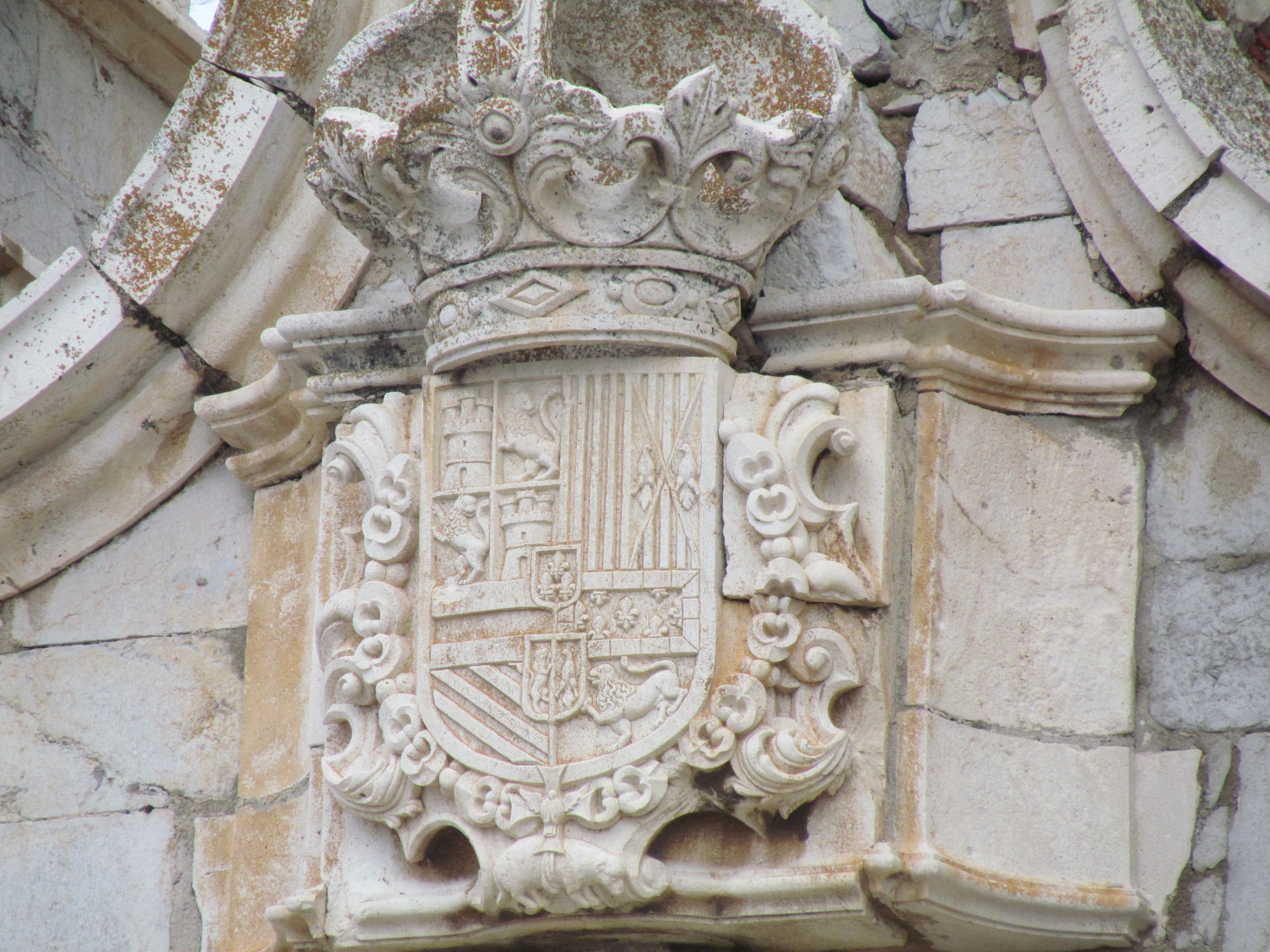
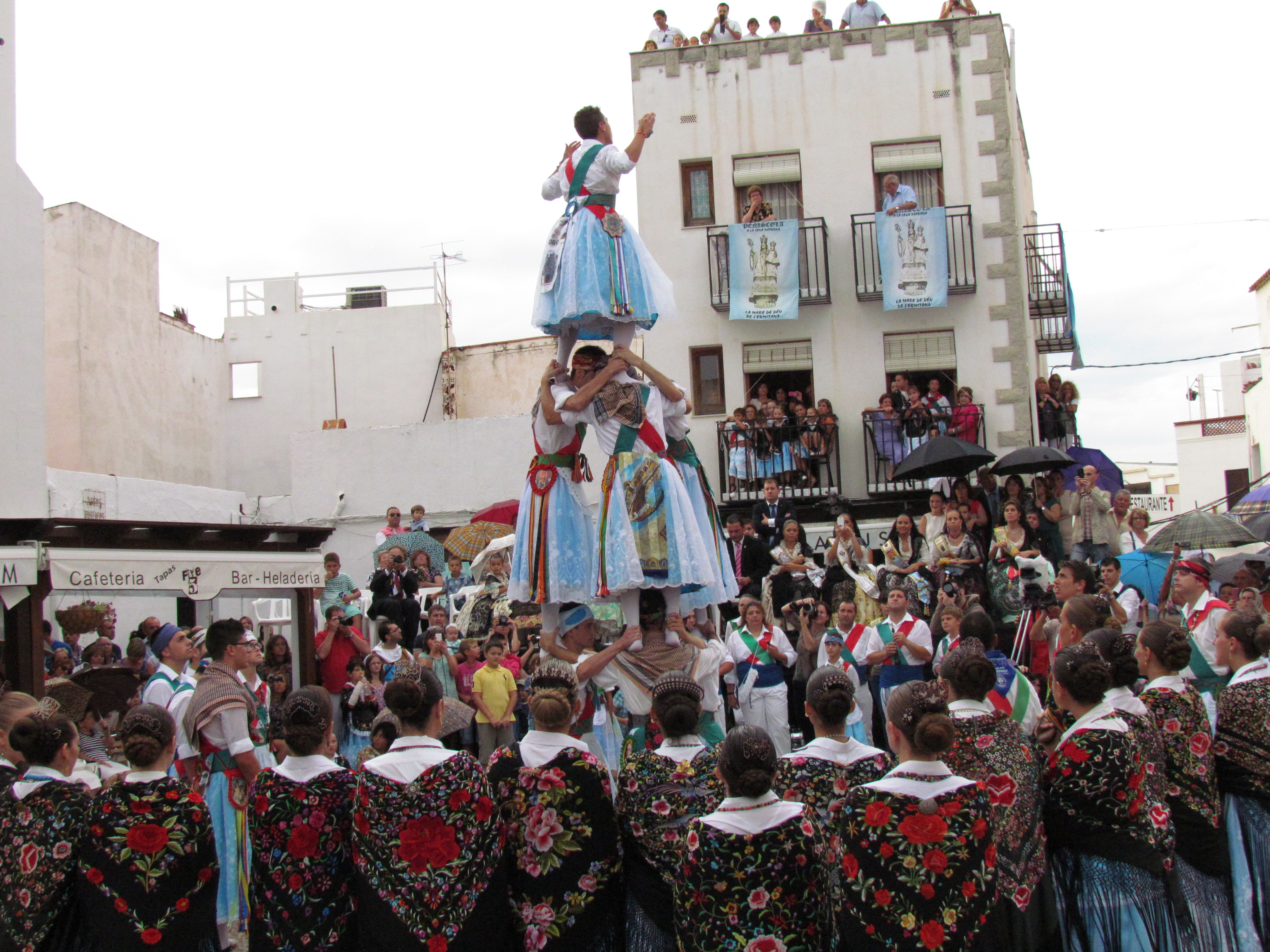

- Portada
- Altar Major
- Interior de la cúpula
- La cúpula, vista des del parc de l'Artilleria
- Escut de Felip V a la façana
- Castell de dansants